# USS Wilson (DD-408)
USS Wilson (DD-408), là một tàu khu trục lớp Benham được Hải quân Hoa Kỳ chế tạo vào cuối những năm 1930. Nó là chiếc tàu chiến duy nhất của Hải quân Hoa Kỳ được đặt tên theo Charles Wilson (1836-?), một thủy thủ Hải quân Liên bang từng tham gia cuộc Nội chiến Hoa Kỳ. Wilson đã hoạt động trong suốt Chiến tranh Thế giới thứ hai, được cho ngừng hoạt động sau khi chiến tranh kết thúc; tham gia cuộc thử nghiệm bom nguyên tử tại đảo san hô Bikini năm 1946, rồi bị đánh đắm ngoài khơi Kwajalein do đã nhiễm phóng xạ nặng vào năm 1948.

## Thiết kế và chế tạo
Wilson được đặt lườn tại Xưởng hải quân Puget Sound ở Bremerton, Washington vào ngày 22 tháng 3 năm 1937. Nó được hạ thủy vào ngày 12 tháng 4 năm 1939; được đỡ đầu bởi bà Edward B. Fenner, phu nhân Chuẩn đô đốc Edward B. Fenner, Tư lệnh Quân khu Hải quân 13; và được đưa ra hoạt động vào ngày 5 tháng 7 năm 1939 dưới quyền chỉ huy của Thiếu tá Hải quân Russell G. Sturges.

## Lịch sử hoạt động
Wilson hoạt động dọc theo bờ Tây của Hoa Kỳ, Trung và Nam Mỹ cho đến tháng 4 năm 1940, khi nó đi đến Hawaii để tham gia cuộc tập trận Vấn đề Hạm đội XXI. Sau khi trải qua một năm chủ yếu tại khu vực Hawaii, vào tháng 6 năm 1941, nó được điều động sang khu vực Đại Tây Dương. Trong nữa sau của năm đó và những tháng đầu năm 1942, nó phục vụ như tàu hộ tống cho các đơn vị hạm đội dọc theo vùng bờ Đông, và từ tháng 3 đến tháng 5 năm 1942, nó vượt đại dương đi đến Iceland và quần đảo Anh.
Wilson quay trở lại khu vực Thái Bình Dương trong thành phần một đội đặc nhiệm được hình thành chung quanh Wasp, và đã tháp tùng chiếc tàu sân bay tại khu vực Nam Thái Bình Dương vào tháng 7 năm 1942. Vào đầu tháng 8, nó làm nhiệm vụ bắn phá và phòng không hỗ trợ cho lực lượng chiếm đóng trong việc đổ bộ lên Guadalcanal và Tulagi. Đang khi ở lại khu vực này vào ngày 9 tháng 8, nó đụng độ với các tàu tuần dương Nhật Bản trong Trận chiến đảo Savo, và sau đó đã cứu vớt những người sống sót từ các tàu tuần dương Quincy, Astoria và Vincennes bị đánh chìm.
Sau một đợt đại tu tại vùng bờ Tây, Wilson quay trở lại khu vực ngoài khơi Guadalcanal vào tháng 1 năm 1943, trong những tuần cuối cùng của chiến sự tại đây. Sau đó nó tham gia các cuộc đổ bộ lên quần đảo Russell, bắn phá các vị trí đối phương tại New Georgia, và hộ tống các đoàn tàu vận tải tại khu vực chung quanh quần đảo Solomon. Vào tháng 11 năm 1943, nó hộ tống các tàu sân bay Hoa Kỳ trong cuộc không kích Rabaul và Nauru, cũng như có vai trò tương tự tại các quần đảo Marshall và Caroline vào tháng 1 và tháng 2 năm 1944 tương ứng.
Vào tháng 6 và tháng 7 năm 1944, Wilson phục vụ cùng lực lượng đặc nhiệm tàu sân bay trong Chiến dịch Marianas và Trận chiến biển Philippine, bắn pháo vào các tàu nhỏ và mục tiêu trên bờ tại Guam. Sau khi được đại tu vào tháng 8-tháng 10 năm 1944, nó chống trả những máy bay tự sát đối phương vào cuối tháng 12 trong khi hộ tống một đoàn tàu vận tải đến Mindoro thuộc miền trung Philippines. Sang tháng sau, nó lại đối đầu với máy bay đối phương cùng những mục tiêu trên bờ trong cuộc đổ bộ lên vịnh Lingayen. Vào ngày 16 tháng 4 năm 1945, trong chiến dịch tại Okinawa, nó bị một máy bay kamikaze đánh trúng, làm thiệt mạng năm thành viên thủy thủ đoàn và để lại một quả bom tịt ngòi trong lườn tàu. Được sửa chữa, nó tiếp tục phục vụ tại khu vực Okinawa cho đến tháng 6, rồi hoạt động ngoài khơi Saipan cho đến khi chiến tranh kết thúc vào tháng 8.
Wilson làm nhiệm vụ chiếm đóng chho đến tháng 12 năm 1945, khi nó quay trở về vùng bờ Tây. Đến tháng 5 năm sau, nó được cử tham gia như một mục tiêu trong Chiến dịch Crossroads, một cuộc thử nghiệm bom nguyên tử tại đảo san hô Bikini vào tháng 7. Sống sót qua hai vụ nổ trong thử nghiệm nhưng bị nhiễm phóng xạ nặng, chiếc tàu khu trục được cho xuất biên chế vào tháng 8 năm 1946 và bị đánh chìm tại vùng nước sâu ngoài khơi Kwajalein vào ngày 8 tháng 3 năm 1948.

## Phần thưởng
Wilson được tặng thưởng mười một Ngôi sao Chiến trận do thành tích phục vụ trong Chiến tranh Thế giới thứ hai.